# Спічак (герб)
Спічак (пол. Spiczak, Brzeziński I, Spiczak-Brzeziński I, Spiczek, Zabawa odmienny) — шляхетський герб кашубського походження, різновид герба Забава.

## Опис герба
Опис з використанням принципів блазонування, запропонованих Альфредом Знамієровським:
У розтятому щиті перше поле синє, друге шаховане червоно-срібними квадратами. Клейнод: три пера страуса. Намет: праворуч блакитний, підбитий сріблом, ліворуч червоний, підбитий сріблом.
Герб Спічак відрізняється від герба Забави тільки кількістю пір'я в клейноді, і, в залежності від джерел, що описують Забаву, розташуванням полів.

## Історія
Герб наявний у ряді німецьких і польських гербовників. Німецькі гербовники: Nowy Siebmacher, Adelslexikon der Preussichen Monarchie Ледебура, Die Polnischen Adel і Die Polnischen Stamwappen Зерницького. З польських геральдистів його називає Юліуш Кароль Островський.
Герб належав кашубській сім'ї, що походила з Бжежна в колишньому члухівському окрузі. Як перший Бжезінський згаданий Северин Уруський, що отримав від Казимира Ягеллончика значну ділянку землі на Кашубах, де, зокрема, заснував село Бжезьно. У 1570 році Бжезінські мали вже тільки маленьку частину цього села. У XVII столітті сім'я мала наділи в Ґлішні і Тшебяткові.

## Гербовий рід
Бжезінські (Brzeziński, Brzesziński, Brzezynski, Brzeżyński). Сім'я також використовувала численні прізвиська: Bastian, Bula (Buhla), Jurkowicz, Kajc (Kajec), Kowalk, Mądry, Myk, Pażątka, Polak, Spiczak (Śpiczak), Swyk, Szęta, Świątek (Świętek), Tybork (Tyborc). Прізвиська, відомі німецькою геральдикою як імена окремих сімей: Bastian, Myk, Spiczak, Świątek.
Цей герб мав бути в більшості гілок роду, але Бжезінським, з Кашуб, приписувалися також інші емблеми: Бжезінські II, Бжезинські III, Бжежевські (Бжезінські III відм.), Бжезінські IV, Бжезінські V.